# 陈家东
陈家东（1959年8月—），男，汉族，福建福州长乐人，中华人民共和国政治人物。中共中央党校函授学院经济管理专业毕业，1981年9月参加工作，1986年4月加入中国共产党。

## 经历

### 仕途
1994年以来，先后担任福建省林业科技中心主任兼省林木种苗总站站长、林业厅办公室主任、厅长助理、办公室主任、副厅长、党组成员。2001年起，陈家东任福建省第三批援藏工作队领队，中共西藏自治区林芝地委副书记、行署常务副专员，2003年12月明确为正厅级。
2005年4月，任中共宁德市委副书记、福安市委书记。2007年12月至2010年4月，任中共宁德市委副书记、市人民政府市长（2007年6月代理市长）。2010年4月，任福建省林业厅党组书记；2010年5月，兼任厅长。2013年8月至2016年12月，任中共漳州市委书记。
2016年12月13日至2021年11月3日，任厦门市人大常委会党组书记。2017年1月13日至2022年1月10日，担任第十五届厦门市人大常委会主任。
2008年2月，当选第十一届全国人民代表大会代表。2018年2月，当选第十三届全国人民代表大会代表。

### 落马
2022年2月25日晚20时整，中央纪委国家监委网站发布消息称：福建省厦门市人大常委会原主任陈家东涉嫌严重违纪违法，目前正接受中央纪委国家监委纪律审查和监察调查。而此时的他刚退休仅一个半月。
2022年4月，福建省人大常委会罢免其全国人民代表大会代表职务，代表资格终止。
2022年8月30日下午15时中央纪委国家监委网站发布消息称，陈家东因涉嫌受贿、贪污、滥用职权犯罪等问题被开除党籍、开除公职。9月，最高人民检察院以涉嫌受贿罪、贪污罪、滥用职权罪对陈家东作出逮捕决定。
2023年9月5日，江西省南昌市中级人民法院公开宣判陈家东受贿、贪污、滥用职权一案，对被告人陈家东以受贿罪（9415万余元）判处无期徒刑，剥夺政治权利终身，并处没收个人全部财产，以贪污罪判处有期徒刑七年，并处罚金人民币三十万元，以滥用职权罪判处有期徒刑八年，决定执行无期徒刑，剥夺政治权利终身，并处没收个人全部财产；对查封、扣押在案的犯罪所得财物予以追缴，贪污、滥用职权部分发还被害单位，受贿部分上缴国库，不足部分，继续追缴。
2024年1月8日，中国中央电视台播出专题片《持续发力 纵深推进》第三集《强化正风肃纪》，披露了陈家东搞形式主义、官僚主义的情节。专题片提到，漳州市原本规划要建一座戏院，但陈家东到任后，便提出要改建成歌剧院，目的是为了贪大求洋，好引人关注。但当地民众没有看歌剧的习惯或传统，反而更喜欢看闽南戏。由于歌剧院项目不符合当地实际，加上投资规模太大，在陈家东调离漳州后不久陷入停滞，最终沦为半拉子工程，造成国有资金巨额损失。另外在2013年下半年，陈家东任漳州市委书记后不久便提出了打造“闽南生态文化走廊”示范段，并提出按照一比一的比例复制漳州古厝，打造建设6个驿站。在建成后投入运营时，大多数驿站长期荒废闲置，维护成本高昂。